# Sihusapi
Sihusapi is een bestuurslaag in het regentschap Samosir van de provincie Noord-Sumatra, Indonesië. Sihusapi telt 356 inwoners (volkstelling 2010).